# Bolgár nyelv
A bolgár nyelv (bolgárul български език/bălgarszki ezik) az indoeurópai nyelvcsalád szláv ágának délszláv nyelvcsoportjához tartozik, annak is a keleti alcsoportjához. Bolgárul kb. 9 millióan beszélnek: főleg Bulgáriában (kb. 7,3 millió), de Kelet-Európa más államaiban és Görögországban (1970-ben 20 000 fő), Romániában (1970-ben 13 000 fő), Észak-Macedóniában, Moldovában (2005-ben 40 000 fő), Szerbiában (20 000 fő), valamint Fehéroroszországban és Törökországban is élnek bolgárok. Az egész Szovjetunióban 1970-ben 257 000 bolgárul beszélő ember volt. A pomákok (muszlim vallású bolgárok) is bolgárul beszélnek.
A bolgár nyelv három területi nyelvváltozatot tartalmaz: a bánáti bolgár nyelvet, a macedón nyelvet, s a szabványos bolgár nyelvet, ez a cikk csak ez utóbbiról szól. Az összehasonlító nyelvészet szerint a macedón a bolgárral diarendszert alkot, azaz ez a két nyelv valójában egyetlen nyelv két területi nyelvváltozata, melyeket politikai és kulturális akaratból választottak szét. A két nyelv között a kölcsönös érthetőség mind a mai napig 99%-os, a fennmaradó 1% a macedónba bejött szerb jövevényszavakat és egyes nemzetközi szavak eltérő használatát jelentik.
A többi szláv nyelvtől eltérően a bolgár nyelvben nincsenek nyelvtani esetek, de van határozott névelő és több igeidő. A kiejtésben a bolgár nyelv keményebb hangzású, mint az orosz nyelv.
A bolgár nyelv azonosnak mondható az óegyházi szláv (óbolgár) nyelvvel. A keleti szláv nyelvek sok szót kölcsönöztek az óegyházi szláv nyelvből. Sok török eredetű szó is megtalálható a bolgár nyelvben.

## Története

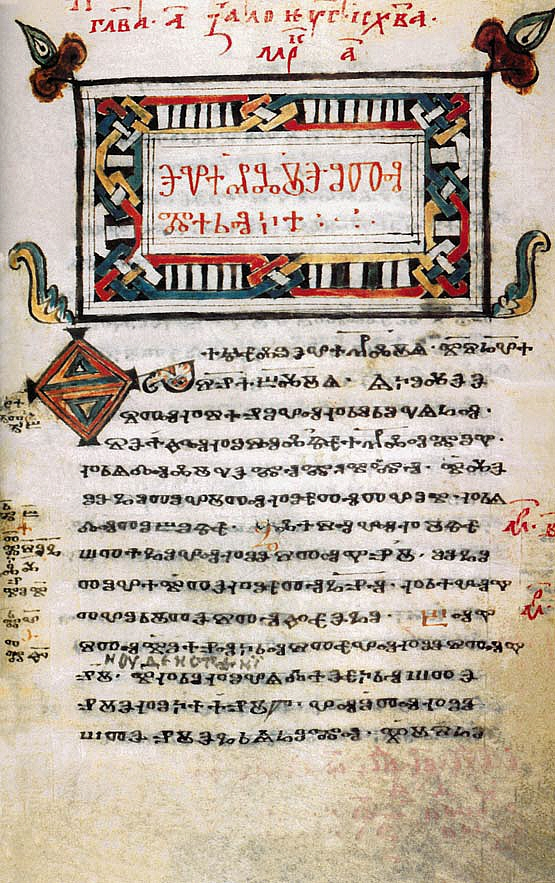
A Codex Zographensis az egyik legrégibb óbolgár nyelven írott kézirat a korai 10. vagy a késői 11. századból

A bolgár nyelv a legkorábbi írásos dokumentált szláv nyelv. Történelmében négy fő időszakot különböztetünk meg:
- írásbeliség előtti (ősszláv nyelv))  (IX. század előtt)

- a szlávok Balkán-félszigetre való településétől ((V. század - VII. század) a szaloniki testvérek, szt.Cirill és Metód morvaországi missziójáig (IX. század közepéig)
- óbolgár nyelv (egyházi szláv nyelv) (IX-XI. századig)

- az ószláv nyelv hivatalos elismerésétől az első bolgár állam végéig (1018). Néhány nyelvész szerint az óbolgár nyelv kialakulása az első szláv ábécé, a glagolica bevezetése előtt történt meg 862-ben. Ebben az időszakban írták a legrégibb glagolita óbolgár nyelvemlékeket. Bulgária a szláv kultúra és írásbeliség központja lesz.
- középbolgár nyelv (XII – XIV. század)

- a bolgár állam alapításától a török rabság kezdetéig. Ebben az időszakban fejlődött ki az ószláv nyelv orosz, szerb, román szerkesztése és általánosan ismert irodalmi nyelv lesz. A második bolgár államban használt középbolgár nyelv orosz fonetikai változata terjed el a Kijevi Rusz területén Ciprián érsek közvetítésével, és a mai napig az ortodox egyházi liturgikus nyelv lesz az ószláv nyelv.
- újbolgár nyelv (XV. századtól).

- A felszabadulás után egyhangúlag eldöntötték, hogy a hivatalos bolgár nyelv az északkeleti nyelvjárások alapján alakul meg, mégpedig állítólag azért, mert az akkor legnagyobb városok lakossága – Rusze, Veliko Tarnovo, Sumen, Gabrovo, Sztara Zagora és Plovdiv, egységes nyelvi pozíciót képviseltek. Így világosan elkülönülnek az északnyugati nyelvjárások: sopszki – szófiai, perniki, kjusztendili és szamokovi nyelvjárások, valamint a macedón nyelv, amely ma Észak-Macedónia hivatalos nyelve és gyakorlatilag a bolgár nyelv egyik nyelvjárása.

## A bolgár ábécé
886-ban Bulgária felveszi a glagolita ábécét, amelyet szent Cirill és Metód, bizánci misszionáriusok alkottak meg a IX. század 50-es éveiben. A glagolita írást fokozatosan felváltotta a cirillica, amely a preszlavi irodalmi iskolában keletkezett a X. században. Az alkotójának Kliment Ohridszkit tartják. Betűinek többségét a görög ábécéből vették át; a görög ábécéből hiányzó betűk helyett a glagolita betűk egyszerűbb változatát használták.
A mai bolgár ábécé 30 betűből áll:
| А а /a/ | Б б /b/ | В в /v/  | Г г /g/  | Д д /d/ | Е е /ɛ/  | Ж ж /ʒ/ | З з /z/  | И и /i/  | Й й /j/  |
| К к /k/ | Л л /l/ | М м /m/  | Н н /n/  | О о /ɔ/ | П п /p/  | Р р /r/ | С с /s/  | Т т /t/  | У у /u/  |
| Ф ф /f/ | Х х /x/ | Ц ц /t͡s/ | Ч ч /tʃ/ | Ш ш /ʃ/ | Щ щ /ʃt/ | Ъ ъ /ɤ̞/ | Ь ь /◌ʲ/ | Ю ю /ju/ | Я я /ja/ |

A bolgár nyelv bánáti normájában használatos írása latinbetűs, és a horvát redakción (szerkesztés) alapul. Észak-Macedóniában a szerb ábécéhez közel álló cirill írást használják, melyből hiányzik a щ, ъ, ь, ю és я betű, az й helyett pedig j betűt írnak. Szerepel a macedón cirill ábécében a mai bolgárban már nem használatos ѕ és џ betű, melyeket a mai bolgár írás betűkombinációval ad vissza: дз és дж. A bolgárból teljesen hiányzó, a macedón ábécében szereplő betűk pedig a következők: ѓ, ќ, љ, њ, melyek а г, к, л, н betűk lágy változatát jelölik – ezeket bolgárul az illető betű utáni ь, ю, я betűkkel jelölik.

## Nyelvtani sajátosságok
A bolgár nyelv történelmi fejlődése folyamán a Balkán félszigeten élő nem szláv népek nyelveivel lépett érintkezésbe, és ezért jelentős változásokat okozott a nyelvben a többi szláv nyelvhez viszonyítva. Valószínű a bolgárok eredeti, nem-szláv nyelvének a hatása is:
- Szinte teljesen hiányzik a névszóragozás, a főneveknél a mai nyelvhasználatban csak két eset maradt fent, a nominativus és a vocativus, mely utóbbi kizárólag egyes tulajdonneveknél és néhány, rokonságot jelentő köznévnél használatos. A névmásoknál megmaradt a genetivus eset is. Erősen archaizáló stílusban előfordul a névszók dativus esete és a főneveknél az accusativus is.
- Megjelenik a határozott névelő kategóriája is.
- A szláv nyelvekre jellemző 3 igemódtól és 3 igeidőtől eltérően a bolgárban 5 igemód van: kijelentő mód, felszólító mód, feltételes mód, kötőmód, elmesélő mód. Felszólító módban 1, feltételes módban 5, kötőmódban 5, elmesélő módban 5, kijelentő módban pedig 9 igeidő van. Jellegzetesség, hogy szinte az összes igeidő szerepel a hétköznapi nyelvhasználatban.
- Eltűnik a főnévi igenév.

E morfológiai és mondattani sajátosságok miatt a bolgár nyelv fejlődése eltérő irányt vesz a többi szláv nyelvvel szemben.
Az orosz nyelv bolgár nyelvre gyakorolt hatását nehéz meghatározni, de a bolgár Újjászületés korában és a Harmadik bolgár állam kialakulása után elég erős volt az orosz hatás. Az ebben az időszakban átvett orosz eredetű szavak mindegyike óbolgár származású szavakként kerültek vissza a mai bolgár irodalmi nyelvbe. A mai bolgár nyelvben még előfordulnak esetragok (főképpen a névmások esetében), de ma már csak az archaizáló nyelvhasználatra jellemzőek.

## Hangtan
A mai bolgár nyelvben 33 mássalhangzó, 6 magánhangzó és 1 félmagánhangzó fonéma van. Ezt egészíti ki 2 magánhangzó allofon.

## Nyelvjárások
A bolgár nyelvjárásokat két fő csoportra osztjuk: nyugati és keleti főcsoportra. A mai Bulgária területének 80%-a a keleti főcsoportba esik, Szófia viszont a nyugati főcsoportban van. A bolgár irodalmi nyelv a két főcsoport keveredése.
Főbb nyelvjárások:
- Keleti:
  - Miziai nyelvjárás (Sumen, Razgrad, Szilisztra, Tutrakan)
  - Balkáni nyelvjárás (Lovecs, Garbrovo, Szevlievo, Kotel, Pirdop, Teteven, Burgasz, Szliven, Sztara Zagora)
  - Délkeleti nyelvjárás (Malko Tarnovo, Szvilengrad, Haszkovo, Banszko, Nikápoly, s a mai Görögországban és Törökországban az ottani bolgár kisebbség)
- Nyugati:
  - Északnyugati nyelvjárás (Vidin, Lom, Tran, a mai Szerbia területén az ottani bolgár kisebbség)
  - Délkeleti nyelvjárás (Vraca, Szófia, Dupnica, Blagoevgrad, a mai macedón nyelv).

A két fő nyelvjárási főcsoporton kívül esik a bánáti bolgárok és a besszarábiai bolgárok nyelve. Ezek jobban különböznek a bolgártól, van irodalmi nyelvük, ezért sokkal inkább nyelvi normaként kezelhetők, mint mondjuk a politikai akaratból önálló nyelvnek kikiáltott macedón.

## Példaszöveg
Bсички хора се раждат свободни и равни по достойнство и права. Tе са надарени с разум и съвест и следва да се отнасят помежду си в дух на братство. (Vsički hora se raždat svobodni i ravni po dostojnstvo i prava. Te sa nadareni s razum i savest i sledva da se otnasjat pomeždu si v duh na bratstvo.)
Minden emberi lény szabadon születik és egyenlő méltósága és joga van. Az emberek, ésszel és lelkiismerettel bírván, egymással szemben testvéri szellemben kell hogy viseltessenek.

## Összehasonlítás
| belarusz nyelv (беларуская мова)                                   | ukrán nyelv (українська мова)        | orosz nyelv (русский язык)                | bolgár nyelv (български език)                                    | lengyel nyelv (polski język) |
| ------------------------------------------------------------------ | ------------------------------------ | ----------------------------------------- | ---------------------------------------------------------------- | ---------------------------- |
| Üdvözlöm!                                                          |                                      |                                           |                                                                  |                              |
| Вітаю (vitaju)                                                     | Вітаю (vitaju)                       | Здравствуйте (zdravsztvujtye)             | Здравейте (zdravejte)                                            | Witam                        |
| Szervusz!                                                          |                                      |                                           |                                                                  |                              |
| Прывітанне (privitannye)                                           | Привіт (privit)                      | Привет (privét)                           | Здрасти (zdraszti)                                               | Cześć                        |
| Igen – Nem                                                         |                                      |                                           |                                                                  |                              |
| Так (tak) – Не (nye)                                               | Так (tak) – Ні (nyi)                 | Да (da) – Нет (nyet)                      | Да (da) – Не (ne)                                                | Tak – Nie                    |
| Köszönöm                                                           |                                      |                                           |                                                                  |                              |
| Дзякуй (dzjakuj)                                                   | Дякую (djakuju)                      | Спасибо (szpaszíba)                       | Благодаря ви (blagodarja vi)                                     | Dziękuję                     |
| úr – asszony – kisasszony                                          |                                      |                                           |                                                                  |                              |
| спадар (szpadar) спадарыня (szpadarinya) cпадарычна (szpadaricsna) | пан (pan) пані (panyi) панна (panna) | господин (gaszpagyin) госпожа (gaszpazsá) | господин (goszpodin) госпожа (goszpozsa) госпожица (goszpozsica) | pan pani panna               |
| kitűnő, jó                                                         |                                      |                                           |                                                                  |                              |
| выдатна (vidatna); добра (dobra)                                   | відмінна (vidminna); файна (fajna)   | отлично (atlicsna)                        | отлично (otlicsno)                                               | fajnie                       |